# Homeless
Homeless – piosenka brytyjskiej wokalistki Leony Lewis, z jej debiutanckiego albumu zatytułowanego „Spirit”, który został wydany 9 listopada 2007 roku. Utwór spotkał się z mieszanymi recenzjami. Niektórzy krytycy chwalili głos wokalistki, inni krytykowali samą kompozycję.

## Kompozycja
Utwór został napisany przez szwedzkiego autora tekstów Jörgena Elofssona, a za jego produkcję odpowiedzialny był Steve Mac. Jest to rythm and blusowa ballada trwająca trzy minuty i 50 sekund. Utwór został skomponowany w tonacji h-moll o 68 uderzeniach na minutę. Instrumentalizację zapewnia pianino oraz gitara, a skala głosu Lewis obejmuje prawie dwie oktawy. Tekst piosenki traktuje o czekaniu piosenkarki na powrót swojego ukochanego do domu, gdzie go oczekuje, gdyż bez niego czuje się bezdomna. Otwierające słowa brzmią: „Czekam tutaj na ciebie, byś zadzwonił / dla ciebie, abyś mi powiedział, że to wszystko jest wielkim błędem”. Nick Levine z Digital Spy opisał słowa piosenki: „W tym chłodzie idę bez celu, czując bezradność” jako „objazd życia w rozpaczy i nędzy”.

## Przyjęcie
Utwór spotkał się z mieszanym odbiorem krytyków muzycznych. Matt O’Leary z Virgin Media pochwalił „Homeless”, jak również „I Will Be”, napisał, że gdy nacisk kładzie się wyłącznie na wokalu piosenkarza, bez zbyt wielu „błyszczących pułapek produkcyjnych”, jej „unikatowość może zabłysnąć”. Natomiast Nick Levine z Digital Spy był krytyczny wobec „Homeless”, w ogóle, ale chwalił niektóre jego elementy kompozycyjne. Mimo iż myślał, że piosenka jest „niemal nieznośnie ponura”, Levine pochwalił długą frazę, którą Lewis podtrzymuje w refrenie i napisał, że 12 sekund „eeeeeeyeeaayaaaaay”, rozpoczynające crescendo w „Homeless” jest jedną z najbardziej olśniewających chwil pop roku”.

## Tract lista
- CD Version (2007)

3. „Homeless” – 3:50
- Deluxe Edition (2008)

3. „Homeless” (2008 version) – 3:50
- The Labyrinth Tour: Live from the O2[5]

14. „Homeless” (Live from the O2) – 4:09

## Notowania
| Chart (2007)                             | Najwyższa pozycja |
| ---------------------------------------- | ----------------- |
| UK Singles (The Official Charts Company) | 173               |